# خيار (تمويل)
في مجال التمويل، يشير مصطلح الخيار هو عقد يمنح المشتري (مالك الخيار أو صاحبه) الحق، ولكن ليس الالتزام بشراء أو بيع أصل أو أداة أساسية بسعر إضراب محدد قبل أو في تاريخ محدد، اعتمادًا على شكل الخيار. يمكن تحديد سعر الإضراب بالرجوع إلى السعر الفوري (سعر السوق) للضمان أو السلعة الأساسية في اليوم الذي يتم فيه سحب الاختيار، أو قد يتم تحديده بخصم أو بعلاوة. يقع على البائع الالتزام المقابل بالوفا بالمعاملة –للبيع أو الشراء– إذا «مارس» المشتري (المالك) حق الاختيار. يُشار إلى الخيار الذي ينقل إلى المالك الحق في الشراء بسعر محدد على أنه دعوة، ويشار إلى الخيار الذي ينقل حق المالك في البيع بسعر محدد بالطرح. يتم تداول كلاهما بشكل شائع، لكن خيار الدعوة يتم مناقشته بشكل متكرر.
قد يمنح البائع خيارًا للمشتري كجزء من معاملة أخرى، مثل إصدار سهم أو كجزء من نظام حوافز الموظفين، وإلا فإن المشتري سيدفع علاوة على البائع مقابل هذا الخيار. عادةً لا يتم استخدام خيار الاستدعاء إلا عندما يكون سعر الإضراب أقل من القيمة السوقية للأصل الأساسي، بينما لا تتم ممارسة خيار البيع إلا عندما يكون سعر الإضراب أعلى من القيمة السوقية. عند ممارسة أحد الخيارات، تكون التكلفة التي يتحملها المشتري للأصل المكتسب هي سعر الإضراب بالإضافة إلى القسط، إن وجد. عندما ينقضي تاريخ انتهاء صلاحية الخيار دون ممارسة الخيار، تنتهي صلاحية الخيار ويفقد المشتري العلاوة على البائع. على أية حال، القسط هو الدخل للبائع، وعادةً تكون خسارة رأس المال للمشتري.
يجوز لمالك الخيار بيع الخيار لطرف ثالث في سوق ثانوي، إما في معاملة خارج البورصة أو في بورصة خيارات، اعتمادًا على الخيار. عادةً ما يتبع سعر السوق للخيار الأمريكي عن كثب سعر السهم الأساسي وهو الفرق بين سعر السوق للسهم وسعر التنفيذ للخيار. قد يختلف سعر السوق الفعلي للخيار اعتمادًا على عدد من العوامل، مثل أن صاحب خيار مهم قد يحتاج إلى بيع الخيار لأن تاريخ انتهاء الصلاحية يقترب ولا تتوفر لديه الموارد المالية لممارسة الخيار، أو يحاول المشتري في السوق تجميع خيار حيازة كبير. لا تخوّل ملكية الخيار بصورة عامة حق الحائز في أي حقوق مرتبطة بالأصل الأساسي، مثل حقوق التصويت أو أي دخل من الأصل الاساسي، مثل توزيع الأرباح.

## تاريخ

### الاستخدامات التاريخية للخيارات
استُخدمت عقود مشابهة للخيارات منذ العصور القديمة. كان أول مشترٍ للخيارات المشهور عالم الرياضيات والفيلسوف اليوناني القديم طاليس. في مناسبة معينة، كان من المُتوقع أن يكون حصاد الزيتون لهذا الموسم أكبر من المعتاد، وخلال غير موسمه، حصل على الحق في استخدام عدد من معاصر الزيتون في الربيع التالي. عندما جاء الربيع وكان حصاد الزيتون أكبر من المتوقع، مارس خياراته ثم استأجر المضاغط بسعر أعلى بكثير مما دفعه مقابل خياره.
يصف كتاب «الارتباك من الارتباكات» في 1688 تجارة «الخزعات» في بورصة أمستردام، موضحًا أنه «ستكون هناك مخاطر محدودة بالنسبة لك، بينما قد يتجاوز الربح كل خيالاتك وآمالك».
في لندن، الاقتراح والرفض «الدعوة» أول أدوات تجارية معروفة في التسعينيات من القرن التاسع عشر في عهدي ويليام وماري. أسهم مقدمة من التجار المتخصصين. تم تحديد سعر الاستعمال بسعر السوق في اليوم أو الأسبوع الذي تم شراء الخيار فيه، وكان تاريخ انتهاء الصلاحية بشكل عام بعد ثلاثة أشهر من الشراء. لم يتم تداولها في الأسواق الثانوية.
في سوق العقارات، استخدمت خيارات الدعوة منذ وقت طويل لتجميع قطع كبيرة من الأراضي من مُلّاك منفصلين؛ على سبيل المثال، يدفع المطور حق شراء عدة قطع متجاورة، لكنه غير ملزم بشراء هذه القطع وقد لا يقوم بذلك إلا إذا كان بإمكانه شراء جميع القطع في الطرد بالكامل. غالبًا ما يشتري المنتجون السينمائيون أو المسرحيون الحق –لكن ليس الالتزام– لتمثيل كتاب أو سيناريو معيّن.
تتيح خطوط الائتمان للمقترض المحتمل الحق –لكن ليس الالتزام– في الاقتراض خلال فترة زمنية محددة.
العديد من الخيارات، أو الخيارات المضمنة، أُدرجت تقليديًّا في عقود السندات. على سبيل المثال، يمكن تحويل العديد من السندات إلى أسهم عادية وفقًا لخيار المشتري، أو قد يتم استدعاؤها (إعادة الشراء) بالأسعار المحددة وفقًا لخيار المصدر. منذ فترة طويلة كان لدى المقترضين من الرهن العقاري خيار سداد القرض في وقت مبكر، وهو ما يتوافق مع خيار السندات القابلة للاستدعاء.

### خيارات الأسهم الحديثة
عقود الخيارات معروفة منذ عقود. تأسست بورصة شيكاغو بورد للخيارات سنة 1973، التي وضعت نظامًا باستخدام أشكال موحدة وشروط التجارة من خلال دار معارضة مضمونة. زاد النشاط التجاري والاهتمام الأكاديمي منذ ذلك الحين.
اليوم، يتم إنشاء العديد من الخيارات بشكل موحد ويتم تداولها من خلال دور معارضة في بورصات الخيارات الخاضعة للتنظيم، في حين تتم كتابة الخيارات الأخرى غير المقابلة في صورة عقود ثنائية مخصصة بين المشتري والبائع، أحدهما أو كلاهما قد يكون تاجرًا أو مُسوّق. الخيارات هي جزء من فئة أكبر من الأدوات المالية المعروفة باسم المنتجات المشتقة، أو ببساطة المشتقات.

## مواصفات العقد
الخيار المالي هو عقد بين طرفين مع شروط الخيار المحدد في ورقة الأجل. قد تكون عقود الخيار معقدة للغاية؛ مع ذلك، على الأقل، تحتوي عادةً على المواصفات التالية:
- ما إذا كان صاحب الخيار لديه الحق في الشراء (خيار الدعوة) أو الحق في البيع (خيار الشراء).
- كمية وفئة المجموعة الأساسية (على سبيل المثال، 100 سهم من أسهم شركة XYZ CO.B).
- سعر التنفيذ، المعروف أيضًا بسعر الاستعمال، هو السعر الذي ستحدث به المعاملة الأساسية عند الاستعمال.
- تاريخ انتهاء الصلاحية، أو الصلاحية، هو آخر تاريخ يمكن فيه استخدام الخيار.
- شروط التسوية، على سبيل المثال ما إذا كان يجب على الكاتب تسليم الأصل الحقيقي للاستعمال، أو ببساطة تقديم مبلغ نقدي.
- الشروط التي بموجبها يتم تحديد الخيار في السوق لتحويل السعر المعروض إلى القسط الفعلي –المبلغ الإجمالي الذي يدفعه صاحب البلاغ للكاتب.